# Berna Kirchner
Berna Kirchner, geb. Wittmers (* 13. April 1927 in Büren; † 6. November 2018 in Geseke-Eringerfeld), war eine deutsche Germanistin, Pädagogin, Unternehmerin und Kunstsammlerin.

## Leben
Berna Wittmers wurde als Tochter des Stadtrentmeisters Heinrich Wittmers und seiner Ehefrau Emilie Wittmers, geb. Peitzmeier, in Büren geboren und wuchs dort mit zwei Geschwistern auf. Im Jahr 1958 heiratete sie den Diplom-Handelslehrer Wilfried Kirchner (1924–1991) und bekam mit ihm die Kinder Stefan und Corinna.
Nach der Reifeprüfung an der Staatlichen Oberschule Büren immatrikulierte sie sich im Wintersemester 1946/47 an der Westfälischen Wilhelms-Universität in Münster und studierte deutsche Literaturgeschichte bei Benno von Wiese und Jost Trier, Philosophie bei Joachim Ritter und Pädagogik bei Alfred Petzelt. Sie schloss das Studium mit dem ersten Staatsexamen im Mai 1953 mit der Note gut ab.
In den kommenden Jahren unterrichtete sie an den Wirtschaftsschulen Dr. Kirchner Handelsschulen in Lünen, Kamen und Dortmund, bevor sie sich im Sommersemester 1959 als Gasthörerin an der Universität Bonn (Philosophische Fakultät) einschrieb. Am 27. Juli 1960 promovierte sie über Carl Gustav Carus. Ihre Prüfer waren der im Dritten Reich nicht unbelastete Benno von Wiese und der jüdische Emigrant Richard Alewyn.
Gemeinsam mit ihrem Mann erwarb sie 1963 das Schloss Eringerfeld und widmete sich in den kommenden 25 Jahren dem Auf- und Ausbau des privaten Schulzentrums Internat Schloss Eringerfeld (bis 1971 Colleg Burg Eringerfeld), das in seiner Durchlässigkeit zwischen zwölf einzelnen Schultypen der Bildungspolitik jener Jahre weit voraus war, indem es die Idee der Gesamtschule vorwegnahm.
Als Anfang der 1980er Jahre die Schülerzahlen an weiterführenden Schulen zu sinken begannen, geriet das auf bis zu 1200 Internatsplätze ausgelegte Schulzentrum in wirtschaftliche Schwierigkeiten und musste – trotz wiederholter privater Bezuschussung durch das Ehepaar Kirchner – am 28. Juli 1987 Konkurs anmelden.
In den folgenden Jahren konzentrierte sich Kirchner in ihren unternehmerischen Aktivitäten auf Kliniken und Seniorenheime in Arnsberg, Bad Sassendorf, Horn-Bad Meinberg und Bad Oeynhausen, bevor sie im August 2000 erneut den Versuch unternahm, eine Schule in Eringerfeld anzusiedeln, das Gymnasium für Hochbegabte Talenta, das allerdings bereits fünf Jahre später seinen Betrieb aufgrund mangelnder Förderung einstellen musste.
Ihrer seit den 50er Jahren zusammengetragenen Sammlung von textiler Volkskunst konnte Kirchner im November 2002 eine Ausstellungsmöglichkeit schaffen, indem sie ein gleichnamiges Museum im ursprünglichen Realschulgebäude des Internates in Eringerfeld eröffnete.